# Giro di Svizzera 1962
Il Giro di Svizzera 1962, ventiseiesima edizione della corsa, si svolse dal 14 al 20 giugno 1962 per un percorso di 1 273,1 km, con partenza e arrivo a Zurigo. Il corridore tedesco Hans Junkermann si aggiudicò la corsa concludendo in 36h33'00".
Dei 63 ciclisti alla partenza arrivarono al traguardo in 50, mentre 13 si ritirarono.

## Tappe
| Tappa  | Data      | Percorso                                    | km      | Vincitore di tappa | Leader cl. generale |
| ------ | --------- | ------------------------------------------- | ------- | ------------------ | ------------------- |
| 1ª     | 14 giugno | Zurigo > Diessenhofen                       | 212     | Dino Bruni         | Dino Bruni          |
| 2ª     | 15 giugno | Diessenhofen > Bienne                       | 216     | Joseph Vloebergs   | Dino Bruni          |
| 3ª     | 16 giugno | Bienne > Thun                               | 248     | Hans Junkermann    | Hans Junkermann     |
| 4ª     | 17 giugno | Thun > Heiligenschwendi (cron. individuale) | 9,1     | Hans Junkermann    | Hans Junkermann     |
| 5ª     | 18 giugno | Thun > Bellinzona                           | 206     | Gilbert Desmet     | Hans Junkermann     |
| 6ª     | 19 giugno | Bellinzona > Vaduz (LIE)                    | 184     | Luigi Mele         | Hans Junkermann     |
| 7ª     | 20 giugno | Vaduz (LIE) > Zurigo                        | 198     | Dieter Kemper      | Hans Junkermann     |
| Totale | Totale    | Totale                                      | 1 273,1 |                    |                     |

## Dettagli delle tappe

### 1ª tappa
- 14 giugno: Zurigo > Diessenhofen – 212 km

Risultati
| Pos. | Corridore            | Squadra   | Tempo    |
| ---- | -------------------- | --------- | -------- |
| 1    | Dino Bruni           | Gazzola   | 5h20'01" |
| 2    | Roger De Coninck     | Carpano   | a 30"    |
| 3    | Martin van den Borgh | Afri-Cola | s.t.     |

### 2ª tappa
- 15 giugno: Diessenhofen > Bienne – 216 km

Risultati
| Pos. | Corridore        | Squadra  | Tempo    |
| ---- | ---------------- | -------- | -------- |
| 1    | Joseph Vloebergs | Dr. Mann | 5h56'57" |
| 2    | Rolf Graf        | Tigra    | a 30"    |
| 3    | Dino Bruni       | Gazzola  | s.t.     |

### 3ª tappa
- 16 giugno: Bienne > Thun – 248 km

Risultati
| Pos. | Corridore        | Squadra | Tempo    |
| ---- | ---------------- | ------- | -------- |
| 1    | Hans Junkermann  | Torpedo | 7h33'21" |
| 2    | Franco Balmamion | Carpano | a 30"    |
| 3    | Juan Campillo    | Margnat | s.t.     |

### 4ª tappa
- 17 giugno: Thun > Heiligenschwendi – Cronometro individuale – 9,1 km

Risultati
| Pos. | Corridore        | Squadra | Tempo  |
| ---- | ---------------- | ------- | ------ |
| 1    | Hans Junkermann  | Torpedo | 23'26" |
| 2    | Attilio Moresi   | Gazzola | a 7"   |
| 3    | Franco Balmamion | Carpano | a 32"  |

### 5ª tappa
- 18 giugno: Thun > Bellinzona – 206 km

Risultati
| Pos. | Corridore       | Squadra | Tempo    |
| ---- | --------------- | ------- | -------- |
| 1    | Gilbert Desmet  | Carpano | 6h08'41" |
| 2    | Rolf Graf       | Tigra   | a 30"    |
| 3    | Hans Junkermann | Torpedo | s.t.     |

### 6ª tappa
- 19 giugno: Bellinzona > Vaduz (LIE) – 184 km

Risultati
| Pos. | Corridore       | Squadra    | Tempo    |
| ---- | --------------- | ---------- | -------- |
| 1    | Luigi Mele      | Gazzola    | 5h32'40" |
| 2    | Jan Hugens      | Locomotief | a 30"    |
| 3    | Ramon Mendiburu | Margnat    | s.t.     |

### 7ª tappa
- 20 giugno: Vaduz (LIE) > Zurigo – 198 km

Risultati
| Pos. | Corridore            | Squadra    | Tempo    |
| ---- | -------------------- | ---------- | -------- |
| 1    | Dieter Kemper        | Torpedo    | 5h24'36" |
| 2    | Dario Da Rugna       | Tigra      | a 2'14"  |
| 3    | Jan Van Der Klundert | Locomotief | s.t.     |

## Classifiche finali

### Classifica generale
| Pos. | Corridore         | Squadra        | Tempo     |
| ---- | ----------------- | -------------- | --------- |
| 1    | Hans Junkermann   | Torpedo        | 36h33'00" |
| 2    | Franco Balmamion  | Carpano        | a 1'02"   |
| 3    | Aldo Moser        | San Pellegrino | a 4'57"   |
| 4    | Gilbert Desmet    | Carpano        | a 6'15"   |
| 5    | Juan Campillo     | Margnat        | a 12'15"  |
| 6    | Jan Hugens        | Locomotief     | a 12'42"  |
| 7    | Rolf Graf         | Tigra          | a 14'40"  |
| 8    | Giuseppe Fezzardi | San Pellegrino | a 15'41"  |
| 9    | Kurt Gimmi        | Carpano        | a 17'37"  |
| 10   | Rolf Maurer       | Afri-Cola      | a 18'44"  |

### Classifica scalatori
| Pos. | Corridore        | Squadra        | Punti |
| ---- | ---------------- | -------------- | ----- |
| 1    | Hans Junkermann  | Torpado        | 53,5  |
| 2    | Juan Campillo    | Margnat        | 30,5  |
| 3    | Enzo Moser       | San Pellegrino | 29,5  |
| 4    | Aldo Moser       | San Pellegrino | 29,5  |
| 5    | Franco Balmamion | Carpano        | 24    |

### Classifica a punti
| Pos. | Corridore        | Squadra        | Punti |
| ---- | ---------------- | -------------- | ----- |
| 1    | Hans Junkermann  | Torpado        | 41    |
| 2    | Franco Balmamion | Carpano        | 59    |
| 3    | Rolf Graf        | Tigra          | 60    |
| 4    | Juan Campillo    | Margnat        | 86    |
| 5    | Aldo Moser       | San Pellegrino | 88    |

### Classifica squadre
| Pos. | Squadra        | Tempo      |
| ---- | -------------- | ---------- |
| 1    | Carpano        | 108h48'50" |
| 2    | San Pellegrino | a 3'07"    |
| 3    | Dr. Mann       | a 35'55"   |
| 4    | Locomotief     | a 38'54"   |
| 5    | Tigra          | a 40'43"   |